# Alaincourt-la-Côte
Alaincourt-la-Côte je francouzská obec v departementu Moselle v regionu Grand Est. V roce 2013 zde žilo 133 obyvatel.

## Poloha
Obec leží u hranic departementu Moselle s departementem Meurthe-et-Moselle. Sousední obce jsou: Craincourt, Foville, Liocourt, Puzieux, Thézey-Saint-Martin (Meurthe-et-Moselle) a Xocourt.

## Vývoj počtu obyvatel
Počet obyvatel